# Rhesalides keiensis
Rhesalides keiensis är en fjärilsart som beskrevs av Louis Beethoven Prout 1921. Rhesalides keiensis ingår i släktet Rhesalides och familjen nattflyn. Inga underarter finns listade.